# Gian Carlo Riccardi
Gian Carlo Riccardi (Frosinone, 21 ottobre 1933 – Frosinone, 7 febbraio 2015) è stato un artista, pittore, regista teatrale, scultore e scrittore italiano.

## Biografia
Gian Carlo Riccardi nasce il 21 ottobre 1933, è il primo di cinque figli di Armando Riccardi, avvocato e sindaco di Frosinone e di Rosa Amati, pianista. Dopo aver manifestato già dall'infanzia predisposizione per l'arte ed aver conseguito la maturità classica, nel 1961 Gian Carlo Riccardi si diploma con lode in scenografia presso l'Accademia di Belle Arti di Roma di via Ripetta. Riccardi, inoltre, durante il periodo accademico è allievo di Toti Scialoja e Mario Rivosecchi. Dopo qualche anno, consegue il diploma in Regia Teatrale e Cinematografica presso il Centro Sperimentale di Roma.

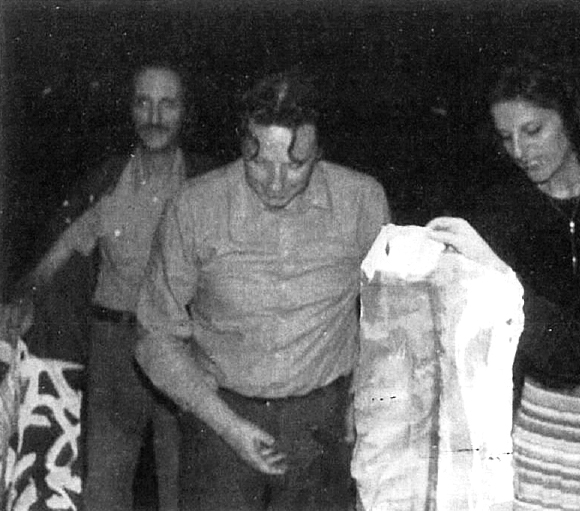
L'artista Gian Carlo Riccardi (a sinistra) e il critico d'arte Enrico Crispolti (al centro). Spettacolo teatrale "Perché Lorca" 1977, Teatro Spazio Uno, Roma.

È stato definito dal critico d'arte Enrico Crispolti un «artista multimediale» ed ha frequentato scrittori e artisti come Achille Bonito Oliva, Alberto Moravia, Cesare Zavattini, Filiberto Menna, Giuseppe Bonaviri e Vito Riviello. Hanno scritto di lui, inoltre, scrittori e giornalisti come Angelo Maria Ripellino, Elio Pagliarani, Mario Lunetta e André Pieyre de Mandiargues.

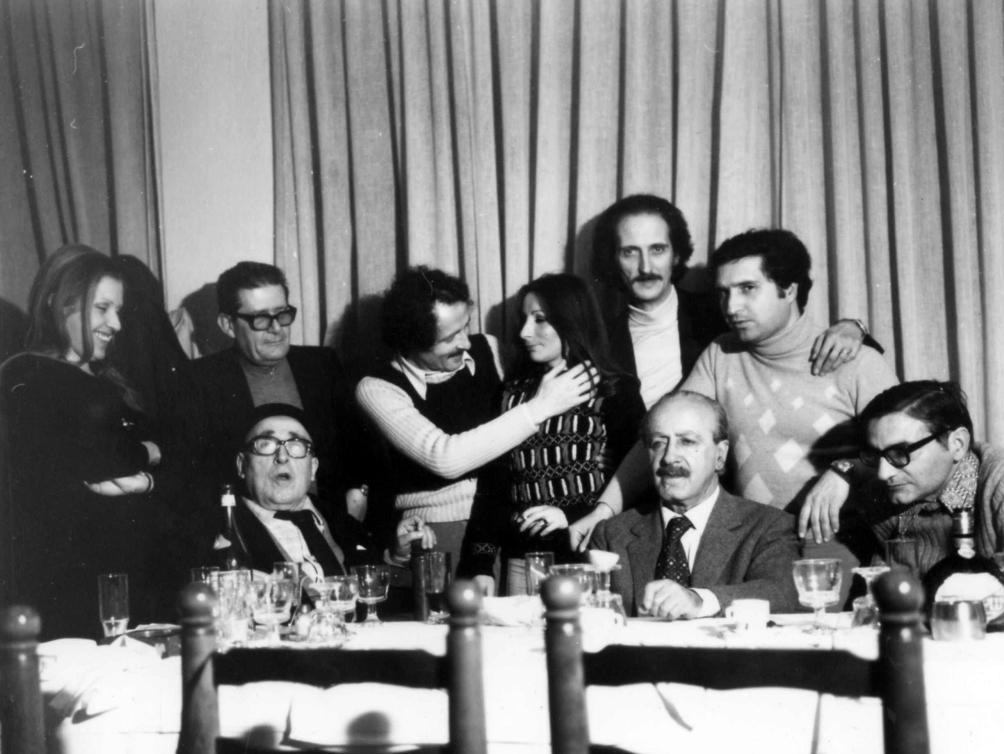
Gian Carlo Riccardi (a destra) con Libero De Libero (in basso) e Cesare Zavattini (a sinistra), 1977.

Tra gli anni '60 e '70 lavora come scenografo e regista presso la Rai e come assistente degli scenografi Carlo Cesarini da Senigallia e Giorgio Aragno. È, inoltre, redattore di riviste satiriche come Il Travaso delle Idee, Marc'Aurelio, La Tribuna Illustrata, Simplicissimus, Bertoldo e Il Borghese e promotore della rivista culturale Dismisura. Fa parte dell'Avanguardia Teatrale Romana collaborando con Pino Pascali, Carmelo Bene, Mario Ricci, Memè Perlini ed altri. Insieme a Giancarlo Nanni, Manuela Kustermann, Valentino Orfeo, Giuliano Vasilicò e Pippo Di Marca uniscono le forze in uno spazio sulla via Portuense chiamandolo La Fede.
Queste esperienze lo portano ad aprire a Frosinone, nel 1961, il Gruppo Teatro Laboratorio Arti Visive e successivamente, nel 1962, il Teatro Club nel centro storico della città, dove allestisce, con diversi attori, performance artistiche e spettacoli teatrali. Mette in scena spettacoli d'avanguardia in Italia e all'estero come Teorema, Eden, Pinocchio, Perché Lorca, Mia Terra e Opera.
Nel 1962 sposa Regina Balducci dalla quale ha tre figli: Lucilla, Francesco e Simone.
È tra i promotori di festival e rassegne culturali nel centro storico di Frosinone come I percorsi della memoria (1984) e ha preso parte a rassegne come Elektronpoiesis (1986). Prende parte, inoltre, ad eventi quali: il Teatro da Voi 1977  presso il teatro Spazio Uno di Roma, la Settimana di Teatro Nuovo (1978) e agli Incontri 1984  presso il Centro Associazione Stampa Grattacielo di Milano. In occasione del centenario dalla morte dello scrittore James Joyce, Riccardi il 16 giugno del 1982 ha partecipato a Frosinone alla prima celebrazione italiana del Bloomsday. Alla giornata joyciana, a cura di Raffaele Manica e Franco Silvestro, patrocinata dall’ambasciata d’Irlanda, presero parte lo scrittore Enzo Siciliano nelle vesti di James Joyce, la spogliarellista Dodò D'Amburgo nel ruolo di Molly Bloom e il regista Pippo Di Marca. 
Gli spettacoli e le performance del regista sono imperniati sulla gestualità e sulla necessità di esprimere la condizione dell'uomo contemporaneo, imprigionato nella routine quotidiana e nelle contraddizioni della vita. Gli eventi teatrali si rivolgono verso un recupero dello spazio pubblico, quale luogo di dialogo attivo con lo spettatore che collabora attivamente alla costruzione della messa in scena.
Nel 1997 fonda il Teatro dell'Immagine. Coadiuvato dal figlio Francesco, compositore e docente presso l'Accademia di Santa Cecilia di Roma, il teatro di Gian Carlo Riccardi diventa un teatro-concerto.

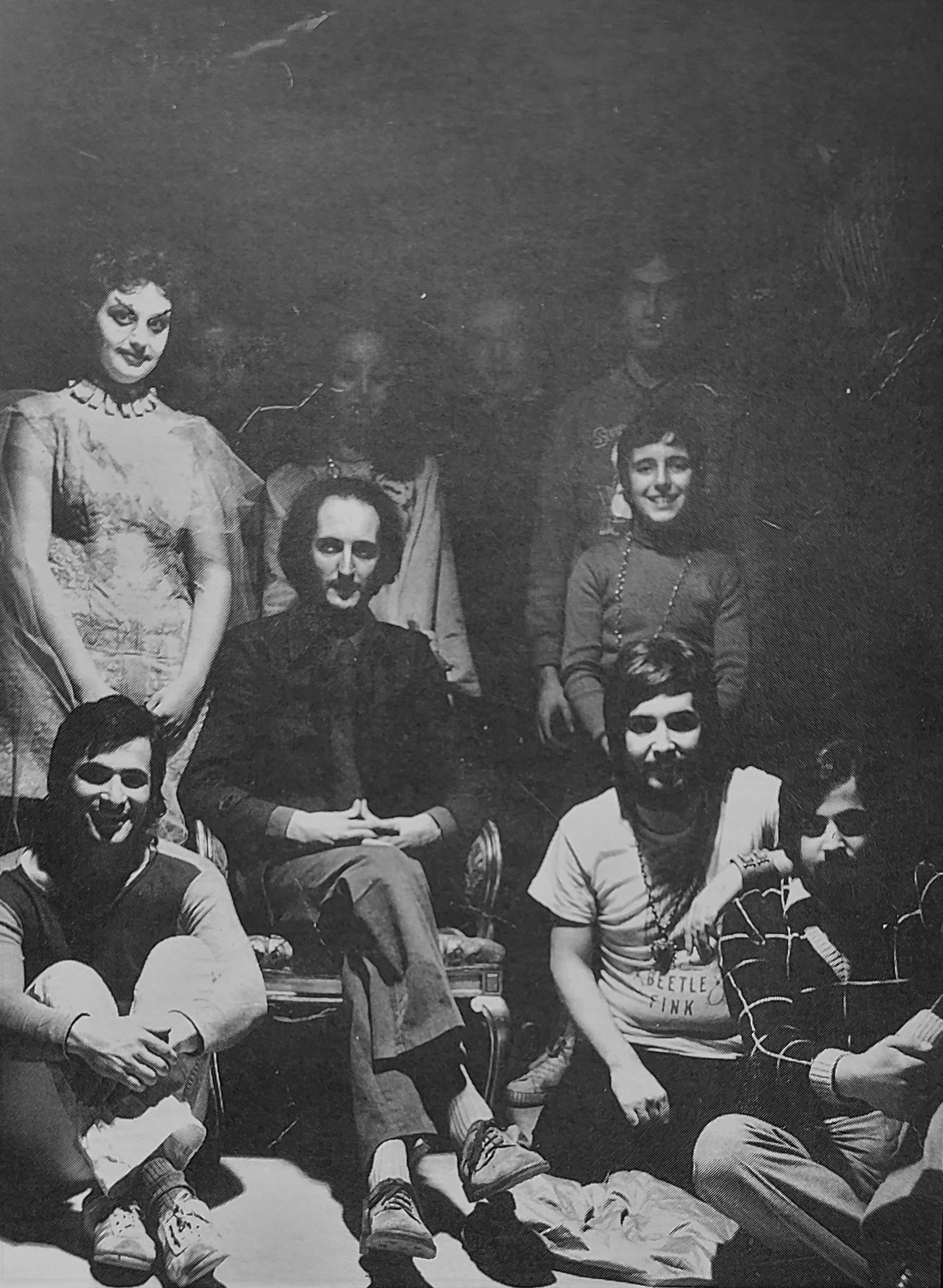
Gian Carlo Riccardi e gli attori del Teatro Laboratorio Arti Visive, 1974.

La produzione pittorica di Riccardi affronta varie tematiche come il grottesco, il doppio, l'ironia, ma anche il mondo dell'infanzia, tramite il disegno, la caricatura e la pittura astratta. Quest'ultima viene realizzata attraverso l'uso del collage e del ready-made. Le sue opere sono state esposte presso personali e collettive in Italia e all’estero come il Palazzo delle Esposizioni di Roma (1968), la Rassegna ArtExpo di Ginevra (1984), la British Art Fair in the City di Londra (1985), il Centre International D’art Contemporain di Parigi (1988), la Kodama Gallery di Osaka (1993), la Rassegna internazionale di arti visive di Cracovia (1995) e la Fundació Antoni Tàpies di Barcellona (1999).
Nelle sculture Riccardi utilizza materiali poveri come plexiglas, carta, legno e ferro.
Le Stanze, realizzate dagli anni '80, sono installazioni eseguite sempre con elementi semplici e di recupero (prevalentemente legno e ferro). Queste sono esempi di opere site specific capaci di costruire un dialogo con lo spazio circostante e con l'osservatore. Questi dispositivi sono realizzati mediante pareti colorate secondo motivi astratti, frammenti di legno e oggetti di uso comune.
Riccardi espone le sue installazioni all' EXPO CT 72 nel 1972, al Parlamento europeo nel 1991, alla XLV Biennale d’Arte di Venezia nel 1993, e al Festival dei Due Mondi di Spoleto nel 1995.
Scrive copioni teatrali, testi in prosa e poetici. In questi ultimi emergono varie tematiche (affrontate già in ambito pittorico, teatrale e scultoreo) riguardanti il surreale, l'inverosimile, la memoria, l'infanzia ed in particolare la "nonnitudine", ovvero la fase dell'essere nonno. L'artista figura, inoltre, su numerose riviste di arte e cultura quali Arte Incontro, Le Arti, La Fiera Letteraria, Flash Art su enciclopedie e nei cataloghi Bolaffi. 
È l'ideatore della maschera carnevalesca ciociara del Bravante. 
Scompare il 7 febbraio 2015 nella sua città natale.
Nel 2015 l'amministrazione comunale di Frosinone intitola all'artista una sala all'interno della Villa Comunale della città.
Le tele astratte Combustione n. 1, Combustione n. 2, Combustione n.3 e Composizione n.1 sono conservate presso la Fondazione Umberto Mastroianni di Arpino. Nel 2022 un'opera dell'artista viene donata al Comune di Frosinone.

## Opere
- G. C. Riccardi, Gian Carlo Riccardi : combustioni : Frosinone, Palazzo della Provincia, dal 6 al 13 dicembre 2014, Arpino, Fondazione Umberto Mastroianni, 2014, SBN RL10041637.
- G. C. Riccardi, Proposta e stop : spazio figurale, Frosinone, Dismisura, 1973, SBN RL10039585.
- G. C. Riccardi, In fondo al pozzo dell'immaginazione, Frosinone, Dismisuratesti, 1981, SBN RLZ0184007.
- G. C. Riccardi, Mattatoio, Frosinone, Romart Service, 2011, SBN RMS2801966.
- G. C. Riccardi, Lo sguardo deviato, Frosinone, Dismisura, 1986, SBN RMS1882230.
- G. C. Riccardi e G. Morandini, Rotta di collisione, Frosinone, La Tipografica, 1991, SBN RLZ0057024.
- G. C. Riccardi, Delocazione : la rivelazione di ciò che la rivelazione distrugge (M. Blanchot), Frosinone, 2004, SBN RMS1243481.